# Aulne (rivier)
De Aulne (Bretons, de (Stêr) Aon) is een rivier in Bretagne in het uiterste westen van Frankrijk. Hij ontspringt in Lohuec en mondt uit in de Rede van Brest ter hoogte van Landévennec en Rosnoën. De Aulne is grotendeels gekanaliseerd als onderdeel van het kanaal van Nantes naar Brest.
De voornaamste zijrivieren zijn de Ellez, de Stêr Goanez, de ruisseau du Crann, de Hyères en de Douffine. Er zijn geen gemeenten naar de Aulne genoemd.
In het tertiair mondden de Aulne, de Élorn en de Penfeld uit in de Aber Ildut. Door de stijging van de zeespiegel waterden de genoemde rivieren voortaan rechtstreeks af in de oceaan via de Rede van Brest.
- Système universitaire de documentation: 029804671
- Virtual International Authority File: 86148570743924312644